# 日本聖書主義キリスト者協議会
日本聖書主義キリスト者協議会（にほんせいしょしゅぎきりすとしゃきょうぎかい、英語:Japan Bible Christian Council、略称:JBCC）は、1951年-1967年まで存在した聖書主義に立つ福音主義プロテスタントの団体である。
日本の戦前、戦中、戦後にキリスト教会で行われた偶像崇拝への妥協を批判する声明を発表していた。またその背景となった自由主義神学に対しても批判的であった。JBCCは日本福音同盟の創立会員ではないが、その結成に至った、エキュメニカル派に対抗する福音派のパラチャーチ団体を設立するための協議には参加していた。
指導者はジョン・M・L・ヤング宣教師、ケニー・ジョセフ宣教師である。

## 参考
- 『日本における福音派の歴史』中村敏著 いのちのことば社
- 『宣教師が観た天皇制とキリスト教』ジョン・M・L・ヤング著　川崎豊訳 燦葉出版